# ويليام ناثانيل جونز
ويليام ناثانيل جونز (بالإنجليزية: William Nathaniel Jones)‏ هو سياسي بريطاني (وحمل سابقاً جنسية المملكة المتحدة لبريطانيا العظمى وأيرلندا)، ولد في 20 مارس 1858، وتوفي في 24 مايو 1934. حزبياً، نشط في الحزب الليبرالي. في الانتخابات الفرعية في مجلس العموم البريطاني ‏، انتخب عضو برلمان المملكة المتحدة الـ34 عن دائرة Carmarthen ‏ (28 يونيو 1928 – 10 مايو 1929).